# 17e Grammy Awards
De zeventiende editie van de jaarlijkse uitreiking van de Grammy Awards vond plaats op 1 maart 1975 in het Uris Theater in New York. De uitreiking werd rechtstreeks uitgezonden door de Amerikaanse tv-zender CBS en werd gepresenteerd door Andy Williams.
Net als een jaar eerder was ook nu Stevie Wonder weer de grote winnaar. Won hij in 1974 nog Grammy's voor zijn album Innervisions, dit keer deed hij dat met zijn album Fulfillingness' First Finale. Hij kreeg Grammy's voor Album of the Year, beste zanger (pop), beste zanger (R&B) en beste R&B song (Living for the City, afkomstig van Innervisions).
Componist en dirigent Marvin Hamlisch had eveneens een succesvolle avond. Hij won vier Grammy's voor zijn werk voor de films The Way We Were (met Barbra Streisand) en The Sting. Hij won de categorieën Song of the Year en Beste soundtrack met het nummer The Way We Were, de categorie Beste instrumentale uitvoering voor The Entertainer (uit The Sting) en de categorie Best New Artist. De laatste categorie was nogal opmerkelijk, omdat Hamlisch bepaald geen nieuweling was - hij schreef zijn eerste hit in 1963 (Sunshine, Lollipops and Rainbows) en was in 1972 al genomineerd geweest voor een Oscar voor beste filmsong.
Hamlisch is een van slechts dertien mensen die alle grote entertainmentprijzen in de VS hebben gewonnen: de Oscar, de Tony Award (voor toneel en musical), de Emmy (voor tv-producties) en de Grammy Award. Daarnaast won hij ook nog prestigieuze prijzen als de Pulitzerprijs en Golden Globes. The Way We Were was behoorlijk succesvol voor hem, want hij won er twee Grammy's en drie Oscars mee.
Na de ophef in 1974 over de winst van Olivia Newton-John in de country-categorie (zie 1974), was er dit jaar opnieuw winst voor de zangeres, maar dan in een wat minder controversiële categorie. Haar hit I Honestly Love You won Grammy's voor Record of the Year en Beste popzangeres.
Dirigent Sir Georg Solti won opnieuw flink in de klassieke categorieën. Hij voegde drie Grammy's aan zijn inmiddels indrukwekkende totaal toe (acht in twaalf jaar). Het album Berlioz: Symphonie Fantastique  won drie prijzen; twee voor Solti en een voor de technici van het album.
Opmerkelijk waren de Grammy's voor de Pointer Sisters en Elvis Presley, respectievelijk in de country- en gospelcategorieën. De Pointer Sisters waren de eerste zwarte meidengroep die in deze categorie een Grammy won. Presleys derde (en laatste) Grammy was wederom in de gospelcategorie, dezelfde categorie waarin hij zijn andere twee Grammy's had gewonnen (in 1968 en 1973). Net als in 1968 won hij in 1975 met How Great Thou Art, maar het ging om verschillende platen: in 1968 won hij met het album met die titel, in 1975 ging het om een live-opname van het lied afkomstig van het album Elvis Recorded Live on Stage in Memphis.
Violist David Oistrach won een postume Grammy in de klassieke-muziekcategorie; hij overleed in 1974 in Amsterdam. Acteur Paul Winchell won een Grammy in de categorie voor kinderrepertoire. Hij was niet alleen bekend als de stem van Tigger (Teigetje) in Winnie the Pooh, maar ook als uitvinder van onder meer het kunsthart.

## Winnaars

### Algemeen
- Record of the Year
  - I Honestly Love You - Olivia Newton-John (uitvoerende); John Farrar (producer)
- Album of the Year
  - Fulfillingness' First Finale - Stevie Wonder
- Song of the Year
  - Alan Bergman, Marilyn Bergman & Marvin Hamlisch (componisten) voor The Way We Were (uitvoerende: Barbra Streisand)
- Best New Artist
  - Marvin Hamlisch

### Pop
- Best Pop Vocal Performance (zangeres)
  - I Honestly Love You - Olivia Newton-John
- Best Pop Vocal Performance (zanger)
  - Fulfillingness' First Finale - Stevie Wonder
- Best Pop Vocal Performance (duo/groep)
  - Band on the Run - Paul McCartney & Wings
- Best Pop Instrumental Performance
  - The Entertainer - Marvin Hamlisch

### Country
- Best Country Vocal Performance (zangeres)
  - Love Song - Anne Murray
- Best Country Vocal Performance (zanger)
  - Please Don't Tell Me How The Story Ends - Ronnie Milsap
- Best Country Vocal Performance (duo/groep)
  - Fairytale - Pointer Sisters
- Best Country Instrumental Performance
  - The Atkins-Travers Travelling Show - Chet Atkins & Merle Travis
- Best Country Song
  - Billy Sherrill & Norro Wilson (componisten) voor A Very Special Love Song (uitvoerende: Charlie Rich)

### R&B
- Best R&B Vocal Performance (zangeres)
  - Ain't Nothing Like The Real Thing - Aretha Franklin
- Best R&B Vocal Performance (zanger)
  - Boogie on Reggae Woman - Stevie Wonder
- Best R&B Vocal Performance (duo/groep)
  - Tell Me Something Good - Rufus
- Best R&B Instrumental Performance
  - The Sound of Philadelphia - MFSB
- Best R&B Song
  - Stevie Wonder (componist) voor Living For The City (uitvoerende: Stevie Wonder)

### Folk
- Best Ethnic or Traditional Recording
  - Two Days in November - Doc Watson & Merle Watson

### Gospel
- Best Gospel Performance
  - The Baptism of Jesse Taylor - Oak Ridge Boys
- Best Soul Gospel Performance
  - In The Ghetto - James Cleveland
- Best Inspirational Performance
  - How Great Thou Art - Elvis Presley

### Jazz
- Best Jazz Performance (solist)
  - First Recordings - Charlie Parker
- Best Jazz Performance (groep)
  - The Trio - Oscar Peterson, Niels-Henning Ørsted Pedersen & Joe Pass
- Best Jazz Performance (big band)
  - Thundering Herd - Woody Herman

### Klassieke muziek
Vetgedrukte namen ontvingen een Grammy. Overige uitvoerenden, zoals orkesten, solisten e.d., die niet in aanmerking kwamen voor een Grammy, staan in kleine letters vermeld.
- Best Classical Performance (orkest)
  - Berlioz: Symphonie Fantastique - Georg Solti (dirigent)
  - Chicago Symphony Orchestra (orkest)
- Best Classical Vocal Soloist Performance 
  - Leontyne Price sings Richard Strauss - Leontyne Price
- Best Opera Recording
  - Puccini: La Bohème - Georg Solti (dirigent); Richard Mohr (producer)
  - Judith Blegen, Montserrat Caballe, Plácido Domingo, Sherrill Milnes, Ruggero Raimondi (solisten); London Philharmonic Orchestra (orkest)
- Best Choral Performance (Beste kooruitvoering)
  - Berlioz: La damnation de Faust - Colin Davis (dirigent)
  - the Ambrosian Singers, the Wandsworth School Boys Choir & the London Symphony Orchestra & Chorus
- Best Classical Instrumental Performance (solist, met orkestbegeleiding)
  - Shostakovich: Vioolconcert No. 1 - David Oistrach (solist)
  - The New Philharmonia o.l.v. Maxim Shostakovich
- Best Classical Instrumental Performance (solist, zonder orkestbegeleiding)
  - Albéniz: Iberia - Alicia de Larrocha
- Best Chamber Music Performance (Beste kamermuziek)
  - Brahms: Trio's (compleet) / Schumann: Trio No. 1 in d kleine terts - Artur Rubinstein, Pierre Fournier & Henryk Szeryng
- Album of the Year (Classical)
  - Berlioz: Symphonie Fantastique - Georg Solti (dirigent); David Harvey (producer)
  - Chicago Symphony Orchestra

### Comedy
- Best Comedy Recording
  - That Nigger's Crazy - Richard Pryor

### Composing & Arranging (Compositie & arrangementen)
- Best Instrumental Composition
  - Tubular Bells - Mike Oldfield
- Best Original Score Written for a Motion Picture or TV Special (Beste muziek geschreven voor een film of tv-show)
  - Alan Bergman, Marilyn Bergman & Marvin Hamlisch (componisten) voor The Way We Were (uitvoerende: Barbra Streisand)
- Best Instrumental Arrangement
  - Patrick Williams (arrangeur/uitvoerende) voor Threshold
- Best Arrangement Accompanying Vocals (Beste arrangement voor compositie met zang)
  - Joni Mitchell & Tom Scott (arrangeurs) voor Down to You (uitvoerende: Joni Mitchell)

### Kinderrepertoire
- Best Recording for Children
  - Winnie the Pooh and Tigger Too - Sebastian Cabot, Sterling Holloway & Paul Winchell

### Musical
- Best Score From the Original Cast Show Album (Beste muziek voor een musical, uitgevoerd door de originele cast)
  - Judd Woldin & Robert Brittan (componisten); Thomas Z. Shepard (producer) voor Raisin

### Hoezen
- Best Album Package
  - Christopher Worf & Ed Thrasher (ontwerpers) voor Come and Gone (uitvoerenden: Mason Proffit)
- Best Album Notes
  - Charles R. Townsend (schrijver) voor For The Last Time (uitvoerenden: Bob Wills & his Texas Playboys)

en
- - Dan Morgenstern (schrijver) voor The Hawk Files (uitvoerende: Coleman Hawkins)
- Best Album Notes (klassiek album)
  - Angus Scrimm (schrijver) voor The Classic Erich Wolfgang Korngold (uitvoerenden: Ulf Hölschler & Willy Mattes)

### Production & Engineering (Productie & Techniek)
- Best Engineered Recording (Beste techniek op niet-klassiek album)
  - Geoff Emerick (technicus) voor Band on the Run (uitvoerenden: Paul McCartney & Wings)
- Best Engineered Recording (Beste techniek op klassiek album)
  - Kenneth Wilkinson (technicus) voor Berlioz: Symphonie Fantastique (uitvoerenden: Chicago Symphony Orchestra o.l.v. Georg Solti)
- Producer of the Year
  - Thom Bell

### Gesproken Woord
- Best Spoken Word Recording
  - Good Evening - Dudley Moore & Peter Cook